# Franz Ferdinand (DVD)
Franz Ferdinand är ett videoalbum från bandet med samma namn. Dvd:n släpptes den 28 november 2005. I musikmedia fick den väldigt låga betyg och sades vara tunn på innehåll, men bland fansen blev den mycket uppskattad.

## Innehåll - Disk #1
- Tour de Franz - Turnédokumentär
- Karaokevideos - Take Me Out & The Dark Of The Matinée
- Cd-rom feature - Bandets originalwebbplats

Franz Ferdinand live
1. Michael - Brixtion Academy, London
2. Tell Her Tonight - Pianos, New York
3. 40ft - The Regency Grand, San Francisco
4. Take Me Out - T In The Park, Scotland
5. Cheating On You - Rock Werchter, Belgium
6. Love And Destroy - The Avalon, Los Angeles
7. The Dark Of The Matinée - T In The Park, Scotland
8. Van Tango - The Regency Grand, San Francisco
9. Auf Achse - Brixton Academy, London
10. Come On Home - Barrowlands, Glasgow
11. Darts Of Pleasure - The Regency Grand, San Francisco
12. Shopping For Blood - Rock Werchter, Belgium
13. Jaqcueline - Barrlowlands, Glasgow
14. This Fire - The Avalon, Los Angeles

## Innehåll - Disk #2
Live at Brixton
1. Michael
2. Tell Her Tonight
3. 40ft
4. Your Diary
5. Take Me Out
6. Cheating On You
7. The Dark Of The Matinée
8. I'm Your Villain
9. Van Tango
10. Auf Achse
11. Come On Home
12. Love And Destroy
13. Darts Of Pleasure
14. Shopping For Blood
15. This Boy
16. Jaqcueline
17. This Fire

Live in San Francisco
1. Cheating On You
2. Tell Her Tonight
3. 40ft
4. Van Tango
5. Auf Achse
6. The Dark Of The Matinée
7. Jaqcueline
8. Love And Destroy
9. Take Me Out
10. Michael
11. Darts Of Pleasure
12. Shopping For Blood
13. Come On Home
14. This Fire

Extras - Bonus Tracks
1. Take Me Out - Splendour In The Grass Festival, Byron Bay
2. The Dark Of The Matinée - Auckland
3. Can't Stop Feeling - Auckland